# Caloptilia megalotis
Caloptilia megalotis là một loài bướm đêm thuộc họ Gracillariidae. Loài này có ở New South Wales và Meghalaya.